# Boban Dmitrović
Boban Dmitrović (cyr.: Бобан Дмитровић, ur. 2 kwietnia 1972 w Kraljevie) – serbski piłkarz występujący na pozycji obrońcy. Reprezentant Jugosławii.

## Kariera klubowa
Dmitrović karierę rozpoczynał w sezonie 1991/1992 w zespole Budućnost Konarevo. W 1993 roku został graczem pierwszoligowego FK Rad. Jego barwy reprezentował przez cztery sezony. W 1997 roku przeszedł do austriackiego Grazera AK. W Bundeslidze zadebiutował 16 lipca 1997 w wygranym 3:1 meczu z Austrią Lustenau. W sezonach 1999/2000 oraz 2001/2002 wraz z Grazerem wywalczył Puchar Austrii, a w sezonie 2002/2003 - wicemistrzostwo Austrii.
W 2003 roku Dmitrović przeniósł się do Sturmu Graz, także grającego w Bundeslidze. Spędził tam dwa sezony. Następnie odszedł do Boraca Čačak, grającego w pierwszej lidze Serbii i Czarnogóry, a później w pierwszej lidze serbskiej. W trakcie sezonu 2010/2011 przeszedł do drugoligowego FK Novi Pazar. W kolejnym sezonie grał też w innym zespole tej ligi, Slodze Kraljevo. W 2012 roku zakończył karierę.

## Kariera reprezentacyjna
W reprezentacji Jugosławii Dmitrović zadebiutował 2 czerwca 2001 w zremisowanym 1:1 meczu eliminacji Mistrzostw Świata 2002 z Rosją. W latach 2001–2002 w drużynie Jugosławii rozegrał 11 spotkań. W 2003 roku wystąpił też w jednym spotkaniu reprezentacji Serbii i Czarnogóry.